# CRIMA
A CRIMA (Circular Regional Interior de Mafra) é uma estrada circular à vila de Mafra.

## Construção
A obra foi construída em três fases. A sua finalização aconteceu em fevereiro de 2009.
1. Rotunda nas traseiras do Estádio do C.D. Mafra até à Rotunda dos Gorcinhos;[2]
2. Rotunda dos Gorcinhos até à EN 116 na localidade do Sobreiro;[3]
3. EN 116 no Sobreiro até à EN 9 perto da localidade do Sobral da Abelheira.[4]